# Геррозавры (род)
Геррозавры (Gerrhosaurus) — род ящериц семейства геррозавры инфраотряда сцинкообразных. Включает 7 видов.

## Внешний вид
Общая длина представителей этого рода достигает 50 см. Кожа верхней стороны тела от чёрно- до коричнево-оливкового цвета с полосами по бокам белого или желтоватого цвета, которые тянутся от головы до хвоста.

## Образ жизни
Предпочитают сухие и скалистые места. Роют глубокие норы. Питаются насекомыми, другими членистоногими и птенцами.
Это яйцекладущие ящерицы. В конце лета самка представителей этого рода откладывает до 6 яиц.

## Распространение
Эндемики Африки. Обитают в Южной Африке, кроме пустыни Калахари и пустынных районов на юго-западе континента. Встречаются также на востоке континента (Судан, Эфиопия).

## Виды
- Большой геррозавр[1] (Gerrhosaurus major)
- Желтогорлый геррозавр[1] (Gerrhosaurus flavigularis)
- Gerrhosaurus multilineatus
- Gerrhosaurus nigrolineatus
- Gerrhosaurus skoogi
- Gerrhosaurus typicus
- Gerrhosaurus validus